# 双坑
双坑（Double）是月球静海中一座小陨石坑(直径10米)，它位于被称为“静海基地”的阿波罗11号着陆点以西。
1969年7月20日，阿波罗11号宇航员尼尔·阿姆斯特朗和巴兹·奥尔德林乘坐“猎鹰号”登月舱降落在紧靠双坑边的月表上。
2017年7月26日，国际天文联合会行星系统命名工作组正式批准了这一名称以及着陆点附近另一座被称为“小西坑”的小撞击坑。